# Чапорице
Чапорице су насељено место у саставу града Триља, Сплитско-далматинска жупанија, Република Хрватска.

## Историја
До територијалне реорганизације у Хрватској налазиле су се у саставу старе општине Сињ.

## Становништво
На попису становништва 2011. године, Чапорице су имале 389 становника.
| Број становника по пописима | Број становника по пописима | Број становника по пописима | Број становника по пописима | Број становника по пописима | Број становника по пописима | Број становника по пописима | Број становника по пописима | Број становника по пописима | Број становника по пописима | Број становника по пописима | Број становника по пописима | Број становника по пописима | Број становника по пописима | Број становника по пописима | Број становника по пописима |
| --------------------------- | --------------------------- | --------------------------- | --------------------------- | --------------------------- | --------------------------- | --------------------------- | --------------------------- | --------------------------- | --------------------------- | --------------------------- | --------------------------- | --------------------------- | --------------------------- | --------------------------- | --------------------------- |
| 1857                        | 1869                        | 1880                        | 1890                        | 1900                        | 1910                        | 1921                        | 1931                        | 1948                        | 1953                        | 1961                        | 1971                        | 1981                        | 1991                        | 2001                        | 2011                        |
| 395                         | 475                         | 483                         | 585                         | 677                         | 599                         | 646                         | 731                         | 613                         | 708                         | 655                         | 638                         | 628                         | 819                         | 421                         | 389                         |

### Попис1991.
На попису становништва 1991. године, насељено место Чапорице је имало 819 становника, следећег националног састава:
| Попис 1991.‍  | Попис 1991.‍  | Попис 1991.‍ | Попис 1991.‍ | Попис 1991.‍ |
| ------------ | ------------ | ----------- | ----------- | ----------- |
|              |              |             |             |             |
| Хрвати       | Хрвати       |             | 791         | 96,58%      |
| Југословени  | Југословени  |             | 2           | 0,24%       |
| Срби         | Срби         |             | 1           | 0,12%       |
| неопредељени | неопредељени |             | 11          | 1,34%       |
| непознато    | непознато    |             | 14          | 1,70%       |
| укупно: 819  |              |             |             |             |